# Elecciones parlamentarias de Corea del Norte de 1962
Las elecciones parlamentarias se celebraron en Corea del Norte el 8 de octubre de 1962. Sólo uno de los candidatos fue presentado en cada circunscripción electoral, todos los cuales fueron seleccionados por el Partido del Trabajo de Corea, aunque algunos se postularon bajo la bandera de otros partidos u organizaciones estatales para dar una apariencia de democracia.
Se reportó que la participación electoral fue del 100%, de los cuales todos votaron a favor de los candidatos presentados, apareciendo en el Libro Guinness de los récords como una de las mayores elecciones unánimes de la historia.

## Distribución de escaños
| Partido/Coalición                          | Partido/Coalición      | Partido/Coalición                        | Partido/Coalición                        | Votos | Porcentaje | Escaños |
| ------------------------------------------ | ---------------------- | ---------------------------------------- | ---------------------------------------- | ----- | ---------- | ------- |
| Partido del Trabajo de Corea ( FDRP )      |                        | Partido del Trabajo de Corea (FDRP)      | Partido del Trabajo de Corea (FDRP)      | —     | —          | 371/383 |
| Partido Chondoísta Chong-u ( FDRP )        |                        | Partido Chondoísta Chong-u (FDRP)        | Partido Chondoísta Chong-u (FDRP)        | —     | —          | 4/383   |
| Partido Democrático de Corea ( FDRP )      |                        | Partido Democrático de Corea (FDRP)      | Partido Democrático de Corea (FDRP)      | —     | —          | 4/383   |
| Partido del Pueblo Trabajador ( FDRP )     |                        | Partido del Pueblo Trabajador (FDRP)     | Partido del Pueblo Trabajador (FDRP)     | —     | —          | 1/383   |
| Alianza Budista ( FDRP )                   |                        | Alianza Budista (FDRP)                   | Alianza Budista (FDRP)                   | —     | —          | 1/383   |
| Alianza Popular Gonmin ( FDRP )            |                        | Alianza Popular Gonmin (FDRP)            | Alianza Popular Gonmin (FDRP)            | —     | —          | 1/383   |
| Partido Democrático Independiente ( FDRP ) |                        | Partido Democrático Independiente (FDRP) | Partido Democrático Independiente (FDRP) | —     | —          | 1/383   |
| Total de votos válidos                     | Total de votos válidos | Total de votos válidos                   | Total de votos válidos                   |       | —          | 383     |
| Nohlen et al.                              |                        |                                          |                                          |       |            |         |